# Pat O'Connor
Pat O'Connor,  ameriški dirkač Formule 1, * 9. oktober 1928, North Vernon, Indiana, ZDA, † 30. maj 1958, Indianapolis, Indiana, ZDA. 
Pat O'Connor je pokojni ameriški dirkač, ki je med leti 1954 in 1958 sodeloval na ameriški dirki Indianapolis 500, ki je med letoma 1950 in 1960 štela tudi za prvenstvo Formule 1. Najboljši rezultat je dosegel na dirkah v letih 1955 in 1957, ko je zasedel osmo mesto. Na dirki leta 1958 se je smrtni ponesrečil v množičnem trčenju, v katerega je bilo udeleženih petnajst dirkalnikov.